# Ильковцы (Хмельницкая область)
Ильковцы (укр. Ільківці) — село в Теофипольском районе Хмельницкой области Украины.
Население по переписи 2001 года составляло 318 человек. Телефонный код — 3844. Занимает площадь 0,852 км².

## Местный совет
30630, Хмельницкая обл., Теофипольский район, с. Ильковцы